# ONE DAY (山崎まさよしのアルバム)
『ONE DAY』（ワンデイ）は、山崎まさよし1枚目のEP。2020年8月26日発売。制作はNAYUTAWAVE RECORDS、発売・販売元はユニバーサルミュージック合同会社。CDのみの「通常版」のほか、特典DVDが付属した「初回限定盤」の二種で発売。

## 解説
- EPとしてのリリースは自身初である。
- ジャケットのアートワークは1stシングル「月明かりに照らされて」のオマージュになっており、通常盤では同じ場所・構図で撮影された写真が使用されている。初回盤に付属のDVDにジャケットの写真撮影のメイキング・オフショットが収録されている。
- 「Updraft」「Flame Sign」以外の３曲はインストゥルメンタル曲で構成されており、作品タイトルである"ONE DAY=ある一日"がテーマになっている。

## 収録内容

### Disc1(CD)
| 全作詞・作曲: 山崎将義。 |                                              |          |            |      |
| #                        | タイトル                                     | 作詞     | 作曲・編曲 | 時間 |
| 1.                       | 「Cappuccino」                               | 山崎将義 | 山崎将義   | 2:36 |
| 2.                       | 「Updraft」(アルバム「STEREO 3」に収録。)    | 山崎将義 | 山崎将義   | 4:03 |
| 3.                       | 「Earl Grey」                                | 山崎将義 | 山崎将義   | 1:19 |
| 4.                       | 「Flame Sign」(アルバム「STEREO 3」に収録。) | 山崎将義 | 山崎将義   | 4:22 |
| 5.                       | 「Bourbon」                                  | 山崎将義 | 山崎将義   | 1:24 |
| 合計時間:                | 合計時間:                                    | 13:44    |            |      |

### Disc2(DVD)
※初回限定盤のみ
- 『ONE DAY』イメージムービー
- 『ONE DAY』ジャケット撮影ドキュメント＆オフショット